# European Geography Association
La European GEography Association for students and young geographers (EGEA) (français : l'Association européenne de la géographie pour les étudiants et jeunes géographes) est une association européenne pour les étudiants au but d'échanger des connaissances géographiques. Pour y parvenir, EGEA organises les congrès, les échanges des étudiants, les activités scientifiques et les activités de loisirs. EGEA forme un réseau des entités autour de l'Europe. Le principal outil de communication est le site, que de nombreux membres sont actifs au forum.
Le siège de l’association est à Utrecht, aux Pays-Bas et sa devise en anglais est: « While Europe is coming closer, EGEA is getting bigger. » L'Union européenne est partenaire au travers de son programme "Youth in Action",.

## Histoire
En 1987, les étudiants des universités d'Utrecht, de Barcelone et de Varsovie se sont rencontrés, et ils ont eu l'idée d'organiser des activités ensemble. Par conséquent ils ont commencé une association, qui a été officiellement établie aux Pays-Bas. Depuis 1987, il y a eu 20 congrès annuels dans des pays et villes différents. Chaque entité a son propre mode de fonctionnement dans le réseau, mais la ressemblance générale est que des membres de toutes les entités participent aux activités européennes. Après presque un an, une quatrième entité rejoint EGEA : un groupe d'étudiants de l'université de Vienne. Aujourd'hui, EGEA se compose de 80 entités dans 20 pays.
Le réseau est divisé en quatre régions. Ce sont Euromed (l'Espagne, la France, l'Italie, la Slovénie, la Croatie et la Grèce), North & Baltic (les pays baltes et la Scandinavie), East (de la Pologne à la Roumanie et la Russie) et West (l'Allemagne, les pays alpins, le Benelux et le Royaume-Uni). Dans chaque région, un congrès régional annuel est organisé par une ou plus des entités,.

## Partenariats
EGEA a plusieurs partenariats avec des organisations comme EUROGEO, IAAS, ISHA et Studyportals. En outre, il existe un partenariat avec un programme de l'UE, "Jeunesse en action" ainsi qu'un partenariat avec un programme du Conseil de l'Europe, "Forum européen de la jeunesse".

## Zone francophone
Actuellement, il y a trois entités en France: celle de La Rochelle, réadmise en 2013, celle de Montpellier et celle de Strasbourg (les deux admises en 2016). Il existe aussi des entités en Suisse et une à Bruxelles. Il y avait des entités à Dijon et Aix-en-Provence, mais elles ne sont plus actives. En 2002, le congrès annuel était organisé par l'entité à Dijon.